# Mario Alejandro Ruiz
Mario Alejandro Ruiz (* 12. Januar 1977 in Morelia, Michoacán) ist ein ehemaliger mexikanischer Fußballspieler auf der Position eines Verteidigers.

## Laufbahn
Ruiz begann seine Profikarriere 1997 bei den Monarcas Morelia, mit denen er im Torneo Invierno 2000 die mexikanische Fußballmeisterschaft gewann und in beiden Turnieren der Saison 2002/03 Vizemeister wurde. Im Sommer 2003 wechselte er zu den UANL Tigres, mit denen er gleich in der Apertura 2003 erneut – und somit persönlich dreimal in Folge – Vizemeister wurde. In den Jahren 2005 und 2006 gewann er mit den Tigres zweimal in Folge die nur zwischen 2004 und 2010 ausgetragene InterLiga.

## Erfolge
- Mexikanischer Meister: Invierno 2000
- Sieger der InterLiga: 2005, 2006